# Gorila Magilla
Gorila Magilla (engleză Magilla Gorilla) este un serial de animație de televiziune produs de Hanna-Barbera Productions pentru studiourile Screen Gems între 1963 și 1967, și inițial a fost sponsorizat în sindicare de Ideal Toys din 1964 până prin 1966. Serialul are în cadru și alte personaje recurente în propriile povești, cum ar fi Pisica Dovlecel și Șoarecele Ciupercuță (en.  Punkin' Puss and Mushmouse) și Iepuroiul Ricochet și Ofilitul (en. Ricochet Rabbit & Droop-a-Long). În sindicare, personajele principale și secundare din serialul Hipopotamul Peter (en. Peter Potamus) au fost și ele adăugate. Ca multe personaje Hanna-Barbera animale, Magilla Gorilla este îmbrăcat în accesorii de oameni, printre care papion, pantaloni scurți cu bretele și o pălărie derby de statură mică. Reluări s-au difuzat în 1966 și 1967 în timpul grilei de sâmbătă-dimineață ABC-TV. Apoi serialul a început să se difuzeze în lumea întreagă pe Boomerang.
În România, serialul s-a difuzat pe Boomerang, disponibil însă doar în engleză.

## Premis
Gorila Magilla este o gorilă antropomorfică ce își petrece timpul stând la geamul din față a unui magazin de animale condus de Melvin Peebles, mâncând banane și fiind un drenaj pentru finanțele afacerilor. Domnul Pebbles marchează prețul lui Magilla considerabil, dar Magilla e mereu cumpărat pentru un timp scurt, de obicei de niște hoți care îl păcălesc pentru ca acesta să îi ajute la comiterea jafurilor sau de o agenție publicitară în căutarea unei mascote pentru noul lor produs. Fiecare client ce-l cumpără pe Magilla mereu sfârșesc returnându-l, forțându-l pe domnul Pebbles să le restituie banii. Magilla încheie fiecare episod cu fraza "We'll try again next week" ("Vom încerca din nou săptămâna viitoare").
Singurul client adevărat dornic să îl ia acasă pe Magilla este o fetiță pe nume Ogee, dar niciodată nu și-a putut convinge părinții să țină în casă o gorilă.

## Episoade
1. Big Game
2. Gridiron Gorilla
3. Private Magilla
4. Bank Pranks
5. Groovey Movie
6. Airlift
7. Come Blow Your Dough
8. Mad Scientist
9. Masquerade Party
10. Come Back Little Magilla
11. Fairy Godmother
12. Planet Zero
13. Prince Charming
14. Motorcycle Magilla
15. Is That Zoo?
16. Bird Brained
17. Circus Ruckus
18. Camp Scamps
19. The Purple Mask
20. Love at First Fight
21. Pet Bet
22. Makin' With the Magilla
23. High Fly Guy
24. Deep Sea Doodle
25. That Was the Geek That Was
26. Montana Magilla
27. Magilla Mix-Up
28. Wheelin' and Dealin'
29. Mad Avenue Madness
30. Beau Jest
31. Super Blooper Heroes

## Legături externe
- Gorila Magilla la Internet Movie Database